# Vuohisaaret (ö i Norra Savolax, Varkaus)
Vuohisaaret är en ö i Finland. Den ligger i sjön Kallavesi och i kommunen Leppävirta i den ekonomiska regionen  Varkaus ekonomiska region  och landskapet Norra Savolax, i den centrala delen av landet, 300 km nordost om huvudstaden Helsingfors. Öns area är 1,7 hektar och dess största längd är 380 meter i sydöst-nordvästlig riktning.  Notera att namnet antyder att det är fråga om flera öar.